# ひるまえこまち
ひるまえこまちは、2007年4月3日から2012年3月19日までNHK秋田放送局の総合テレビで平日昼前に放送していた地域情報番組である。

## 概要
- 本番組は、元々11:30から11:54の24分番組であったが、2011年3月11日14:46に発生した東日本大震災による震災関連番組を仙台から放送した後、同年6月6日から再開した前時間の番組が11:45まで拡大した事によって、11:45から11:54までの9分番組で再開した。

## 内容(2011年4月11日～)
- 月曜…あきた食ナビ･ビデオ便り
- 火曜…ひるこま川柳
- 水曜…ドクターこまち
- 木曜…世英子のおすすめCooking
- 金曜…ふれあいギャラリー･週末情報

## 出演者
- MC…高橋鳩子
- 曜日レギュラー
  - 火曜…あゆかわのぼる(詩人・エッセイスト)
  - 木曜…石川世英子(料理研究家)

## 放送時間
- 平日の11:45～11:54
  - 但し、国会中継やスポーツ中継(大方、大リーグや高校野球)がある時は番組が休止となる。また、毎月1日の緊急警報放送の試験放送実施日は、1分短縮の11:53までとなる。

## その他
- 11:57から放送される秋田県の気象情報は、当番組のMCではなく、NHKニュース(正午)のローカルニュースキャスターが担当する。